# ستيفان ريتشارد
ستيفان ريتشارد (بالفرنسية: Stéphane Richard)‏ هو رائد أعمال وشخصية أعمال فرنسي، ولد في 24 أغسطس 1961 في Caudéran ‏ في فرنسا.

## روابط خارجية
- ستيفان ريتشارد على موقع مونزينجر (الألمانية)